# Escut de Sant Joan de Vilatorrada
L'escut oficial de Sant Joan de Vilatorrada té el següent blasonament:
Escut caironat: de sinople, 2 torres, la de la dreta d'or tancada de gules, i la de l'esquerra d'argent tancada de sable, acompanyades en cap d'una corona reial d'or ressaltant sobre un ceptre també d'or posat en barra. Per timbre una corona mural de poble.

## Història
Va ser aprovat el 9 de febrer de 1984 i publicat al DOGC l'11 de maig del mateix any amb el número 433.
El poble va néixer a la frontera de la Gòtia amb les terres musulmanes, per això aquest territori era ple de torres de guaita. Aquest és el significat de Vilatorrada: vila torrejada. Per tant, es tracta d'unes armes parlants. Les torres són dues, simbolitzant les principals localitats del municipi: Sant Joan de Vilatorrada (la capital actual) i Sant Martí de Torroella (la capital anterior i tradicional, amb el nom Torroella que també vol dir torre petita). La corona reial i el ceptre són els atributs de la Verge Maria, patrona de Joncadella, l'altre poble principal del municipi.